# Бёртон, Юэн
Юэн Бёртон (англ. Euan Burton; род. 31 марта 1979, Аскот, Беркшир) — британский дзюдоист, чемпион и призёр чемпионатов Великобритании, бронзовый призёр чемпионатов Европы и мира, участник двух Олимпиад.

## Биография
Выступал в полусредней (до 81 кг) и средней (до 90 кг) весовых категориях. Трижды становился чемпионом Великобритании (2002, 2003 и 2012 годы), дважды был серебряным (2000 и 2004 годы) и четыре раза — бронзовым призёром чемпионатов страны (1998, 1999, 2001 и 2006 годы). Бронзовый призёр континентальных чемпионатов 2005, 2007 и 2010 годов. В 2007 и 2010 годах становился третьим на чемпионатах мира.
На летней Олимпиаде 2008 года в Пекине победил аргентинца Эммануэля Луценти и марокканца Сафуана Аттафа, но проиграл украинцу Роману Гонтюку. В утешительной серии Бёртон победил колумбийца Марио Валлеса, но проиграл бразильцу Тиагу Камилу и стал на этой Олимпиаде седьмым.
На летней Олимпиаде 2012 года в Лондоне британец в первой же схватке чисто проиграл канадцу Антуану Валуа-Фортье и вынужден был прекратить борьбу за медали.